# پرچم هلند
پرچم هلند، برای اولین بار در ۱۹ فوریه ۱۹۳۷ به رسمیت شناخته شد. به‌عنوان پرچم ملی و نشان ملی شناخته می‌شود و همچنین دارای تناسب ۲:۳ می‌باشد. ترکیب رنگ این پرچم به‌صورت سه نوار افقی به ترتیب از بالا قرمز، سفید و آبی می‌باشد. این پرچم علاوه بر کشور هلند، بر پرچم جزیره‌هایی همچون آنتیل هلند استفاده می‌شود. پیشتر این پرچم در کشور اندونزی، مستعمره سابق هلند استفاده می‌شد اما در سال ۱۹۴۵ و با کودتای احمد سوکارنو و استقلال اندونزی، نقش پرچم هلند در حکومت جدید اندونزی حذف شد.